# 칼리오페의 시
《라 갈라테아》(La Galatea)는 1585년 알칼라 데 에나레스에서 출간된 스페인 작가 미겔 데 세르반테스의 소설이다. 《라 갈라테아 1부》라는 이름으로 출간되었고, 여섯권의 책으로 나누어져있다. 그 중 마지막 책은 제 6권에 광범위한 칼리오페의 찬양시(Canto de Calíope)가 삽입되어 있다. 세르반테스는 100명의 현대 지식인들에 대한 칭찬을 하고 있으며, 그 중 다수는 1580년대의 작가이거나 시인이다. 예를 들어 공고라, 로페 데 베가, 알론소 데 에르시야, 프라이 루이스 데 레온, 프란시스코 디아스 등 100명에 이르기까지 수많은 지식인들의 이름이 쓰여있다. 이러한 맥락으로 볼 때 100명의 지식인은 일반적으로 시인을 의미하며, 스페인어를 발전시켜 특히 라틴어와 같은 다른 언어들과 토스카나의 다양한 이탈리아어에 비해 세련되게 만들었다.   
시의 유형은 칭찬 또는 애가이며, 100명의 현대 지식인들을 소개한다. 대부분의 지식인들은 그들 사이에 어떠한 관계가 있는 것으로 보여진다. 이 시에 나오는 대부분의 지식인들은 1580년경 자신의 작품을 스페인어로 출간했으며, 그 중 일부는 특정한 연결점이 있다는 것을 보여준다. 하지만 아직 비평가들에 의해 충분히 연구되지 않았기 때문에 상당수 시인들의 약력이나 작품을 알 수 없다.  
또 다른 가능성은 그들이 1580년대 페트라르카를 연구하고 개발하는데 열중하는 특정한 동호회나 학회에 참여했다는 것이다. 마찬가지로 1980년대 중요한 고객이나 기업이 문화 활동을 후원하는 네트워크는 100명의 지식인들 사이의 관계를 설명하는데 도움이 될 것이다. 
다른 유명한 작품으로는 몬테마요르(Montemayor)의 오르페오의 시, 가스파르 힐 폴로(Gaspar Gil Polo)의 투리아의 시, 갈베스 데 몬탈보(Gálvez de Montalvo)의 에리온의 시, 로페 데 베가(Lope de Vega)의 아폴로의 승리, 미겔 데 세르반테스(Miguel de Cervantes)의 파르나소로의 여행이 있다.